# Adana dei Greco-Melkiti
Adana dei Greco-Melkiti (łac. Archidioecesis Adanensis Graecorum Melkitarum) – stolica historycznej archidiecezji obrządku melchickiego w Cesarstwie Rzymskim (prowincja Cylicja), współcześnie w Turcji. W 1975 papież Paweł VI ustanowił ją biskupstwem tytularnym (od tej pory przyznaje się je wyłącznie melchickim hierarchom). Archidiecezja wakuje od 2015.

## Biskupi tytularni
| Lp. | Biskup          | Funkcja                                            | Od               | Do              |
| --- | --------------- | -------------------------------------------------- | ---------------- | --------------- |
| 1   | Grégoire Haddad | emerytowany archieparcha Bejrutu i Dżubajl (Liban) | 19 sierpnia 1975 | 23 grudnia 2015 |